# Frederik Ludvig Bang von Zeuthen
Frederik Ludvig Bang von Zeuthen (* 9. September 1888 in Kopenhagen; † 24. Februar 1959 ebenda) war ein dänischer Wirtschaftswissenschaftler.
Von Zeuthen legte zusammen mit anderen Wirtschaftswissenschaftlern wie Heinrich Freiherr von Stackelberg und Joan Robinson die wesentliche Grundlage für die Marketingtheorie. Er war von 1930 bis 1958 Professor an der Universität Kopenhagen.
Durch seine Arbeit Problems of Monopoly and Economic Warfare (1930) legte er den Grundstein für das Zeuthen-Harsanyi-Modell.